# Rivière-Beaudette
Rivière-Beaudette è un comune del Canada, situato nella provincia del Québec, nella regione di Montérégie.